# Batalla de Crotona
La batalla o batallas de Crotona que se libraron en el 204 y 203 a. C., junto a la incursión a Galia Cisalpina, representaron los últimos enfrentamientos a gran escala entre Roma y Cartago en Italia durante la segunda guerra púnica. Tras la retirada de Aníbal a  Brucio, debido a la derrota en el Metauro, los romanos intentaron continuamente aislar sus fuerzas del mar Jónico y cortar así una eventual retirada del general hacia Cartago, tomando Crotona. El comandante cartaginés luchó para mantener bajo su control el último puerto eficaz que permanecía en sus manos tras años de lucha, consiguiendo finalmente su objetivo.

## Historiografía
Las últimas hazañas de Aníbal en Italia han sido registradas por Tito Livio en su Ab Urbe condita libri (Historia de Roma). Otros anales detallados pertenecen a Apiano, quien dedicó una parte especial de su "Historia Romana" a la invasión de Aníbal. El tercer historiador que incide en el tema es Dión Casio.

## La Italia meridional en las postrimerías de la segunda guerra púnica
Hacia 204 a. C., los romanos estaban claramente ganando la guerra. Tres años antes habían destruido al ejército de Asdrúbal que marchaba desde Iberia hasta Italia a través de los Alpes, con la intención de reforzar a su hermano. Escipión el Africano había aprovechado la partida de Asdrúbal para acabar con el dominio cartaginés en la península ibérica, como resultado de la batalla de Ilipa. La victoria final era cuestión de tiempo.
Tras la batalla del Metauro,  Aníbal decidió concentrar sus tropas y aliados en Brucio, “el rincón más remoto de Italia”. Renunció al resto de sus posesiones en Lucania y la Magna Grecia, aparentemente porque habían perdido su importancia estratégica, y los consideraba indefensibles ante la superioridad romana.  Más aún, habiendo perdido muchas tropas en ciudades capturadas por los romanos en años anteriores, intentaba minimizar sus bajas. Brucio era una región eminentemente montañosa, casi completamente rodeada por el mar, la base perfecta para que Aníbal vigilara el avance romano y forzando al senado a mantener un poderoso ejército movilizado contra él. Curiosamente, Aníbal imitó las mismas tácticas que su padre, Amílcar Barca empleó durante siete años en Ericté (Sicilia), durante la primera guerra púnica. De acuerdo al historiador militar Hans Delbrück, el objetivo de esta táctica era inducir a Roma a firmar un tratado de paz, a cambio de renunciar a la base púnica en Italia.
Livio describe las características de estos combates del siguiente modo: 

La pugna por Bruttium había asumido el carácter de bandidaje más que de guerra  regular. Los númidas habían comenzado esta práctica, y los brutios siguieron su ejemplo, no tanto por su alianza con Cartago, sino porque era su forma tradicional y natural de hacer la guerra. Finalmente, incluso los romanos se vieron infectados de la pasión por el saqueo y, en la medida que les permitían sus generales, acostumbraban a efectuar incursiones depredadoras a los campos de cultivo enemigos.

En este punto, Roma hubo de decidir cómo proceder. Tras un meticuloso debate en el senado, se autorizó a Escipión, elegido cónsul en 205 a. C., para invadir África. La principal razón esgrimida por Escipión consistía en que únicamente mediante esta invasión se podría inducir a Cartago a llamar de vuelta a Aníbal y Magón Barca, que había erigido una nueva plaza fuerte cartaginesa en Italia tras su desembarco en Liguria. Sin embargo, el cónsul no recibió apenas recursos, y las preparaciones para la invasión desde Sicilia le llevaron un año.

## La campaña de Brucio
Con el tiempo, la afirmación de Escipión resultó correcta. Durante cuatro años, el grueso de las fuerzas romanas se encontraban estáticas en Brucio, y algunas habían sido desviadas hacia Etruria y la Galia Cisalpina para enfrentarse a Magón. En 206 a. C., Brucio quedó asignada a ambos cónsules. Dión Casio explica así su inactividad: 

Durante un tiempo, Aníbal se mantuvo a la espera, satisfecho con mantener sus territorios en Italia. Mientras, los cónsules, creyendo que su poder se disolvería sin siquiera librar batalla, también esperaron.

Apiano afirma que Aníbal esperaba ayuda desde Cartago. En vano, no obstante, dado que un gran convoy de 100 barcos de guerra cargados con soldados, dinero y suministros, fue desviado de su curso por fuertes vientos, interceptado y desbandado por la flota romana en Cerdeña. Aníbal tuvo que elevar los impuestos y conseguir nuevos recursos mediante confiscaciones. Estas medidas minaron su popularidad entre la población local, lo que causó numerosas defecciones. La deportación de ciudadanos sospechosos de escasa lealtad desde fuertes estratégicos, hecho éste referido por Apiano, reportó una mayor seguridad a Aníbal, excepto en el caso de Locri. En 205 a. C. un destacamento romano, enviado desde Regio por Escipión, consiguió capturar parte de la ciudad tras un ataque relámpago. Aníbal se desplazó rápidamente para expulsar al enemigo «y los romanos no habrían resistido el contraataque si la población, agriada por la tiranía y rapacidad de los cartagineses, no se hubiera puesto de su lado.»
Presionado por la pérdida de tan estratégico puerto, Aníbal fijó su base «en Crotona, que encontró bien situada para sus operaciones, y donde estableció su cuartel general contra el resto de ciudades.”. Como en el año anterior, se vio obligado a enfrentarse a dos ejércitos de dos legiones cada uno, uno dirigido por el cónsul Publio Licinio Craso Dives, y el otro por el procónsul Quinto Cecilio Metelo. De acuerdo a Apiano, Craso consiguió recuperar de Aníbal siete ciudades en Brucio, entre ellas Consentia. Si lo consiguió por medio de la fuerza o de la persuasión, sigue abierto a debate. También es discutible si Craso consiguió algo en absoluto, pues Livio narra que Consentia rindió tras las batallas de Crotona el año siguiente. Para el historiador, el evento más memorable en Brucio en 205 a. C. fue la peste que:

atacó a romanos y cartagineses y fue en la misma medida fatal para ambos, pero además de la epidemia, los cartagineses sufrían de escasez de alimentos.

Ocurrió hacia final de año. La enfermedad resultó tan seria que Craso no pudo regresar a Roma durante la elección de los siguientes cónsules y recomendó al senado licenciar uno de los ejércitos presentes en Brucio, para salvar las vidas de los soldados. El senado concedió a Craso su petición, y Publio Sempronio Tuditano, que fue enviado al año siguiente a Brucio como nuevo cónsul, hubo de reclutar tropas de refresco.

## La batalla
La primera batalla en las proximidades de Crotona tuvo lugar en el verano de 204 a. C. En palabras de Livio, se trató de una batalla irregular causada por un choque accidental entre las columnas en marcha de Aníbal y Sempronio. Los cartagineses rechazaron a sus enemigos, que se retiraron en confusión hacia su campamento dejando a sus espaldas 1200 cadáveres. Aníbal no estaba preparado para atacar el campamento fortificado, lo que impidió la desbandada completa de los romanos. No obstante, Sempronio recibió un serio golpe y juzgó que sus dos legiones no eran rival para los cartagineses. Abandonó el campamento al abrigo de la noche siguiente y llamó al procónsul Craso.
Tras unir sus fuerzas al otro comandante, Sempronio regresó a Crotona buscando venganza. Dispuso sus legiones al frente, dejando las de Craso en reserva. En esta ocasión Aníbal no pudo mantener el terreno contra un ejército que le duplicaba en número y se vio obligado a retirarse a Crotona a costa de 4000 muertos y 300 prisioneros, según los números de Livio. No está claro si los romanos hicieron el intento de tomar la misma Crotona. Según el historiador romano, Sempronio desvió su atención hacia otro lugar. El mismo verano tomó Clampetia en un fugaz ataque, mientras:

Consentia, Pandosia y otros lugares poco importantes se rindieron voluntariamente.

La lucha en los alrededores de Crotona continuó durante 203 a. C., pero como dice Livio, no existen anales claros de los eventos. Livio recela particularmente de una historia que cuenta cómo el cónsul Cneo Servilio Cepión acabó con la vida de 5000 soldados cartagineses en batalla campal. Algo es seguro: Servilio no pudo evitar que Aníbal partiera sin contratiempos a África. Apiano informa que para transportar a sus veteranos Aníbal incluso construyó más barcos adicionalmente a la flota que había llegado desde Cartago, sin que los romanos pudieran impedirlo.

## Consecuencias
Como predijo Escipión el Africano, a pesar de todos los esfuerzos de Aníbal, el resultado de la contienda entre Roma y Cartago se decidió fuera de Italia. El general romano infligió violentas derrotas a los púnicos en África, y éstos suplicaron ayuda. Mientras Aníbal permanecía en Bruttium, su hermano Magón fue rechazado y mortalmente herido en una incursión romana al valle del Po. Los restos de sus fuerzas se unieron a Aníbal para enfrentarse a Escipión en Zama.